# Irina Zymbalowa
Irina Zymbalowa (russisch Ирина Цымбалова, englische Transkription: Irina Tsimbalova, * 9. August 1987 in Alma-Ata) ist eine kasachische Beachvolleyballspielerin.

## Karriere
Zymbalowa spielte 2008 ihre ersten Open-Turniere der FIVB World Tour in Kristiansand und Dubai mit Jelena Alenkina. Zum Open-Turnier 2009 in Stare Jabłonki trat sie erstmals mit ihrer neuen Partnerin Tatjana Maschkowa an. In Peking spielten Maschkowa/Zymbalowa 2011 ihren ersten Grand Slam. Im gleichen Jahr wurden sie Neunte der Asien-Meisterschaft in China. 2012 erreichten sie einen 17. Platz bei den Åland Open und den fünften Rang in Bang Saen. Bei der Asien-Meisterschaft 2012 wurden sie ebenfalls. 2013 kamen sie beim Grand Slam in Corrientes auf den 17. Platz. Bei der WM in Stare Jabłonki erreichten Maschkowa/Zymbalowa die Hauptrunde, wo sie gegen das finnische Geschwisterpaar Nyström/Nyström ausschieden. Einen weiteren 17. Platz gab es in Gstaad, ehe sie bei den Anapa Open als Neunte die Top Ten erreichten. Nach drei 25. Plätzen in Folge wurden sie beim Grand Slam in Xiamen Fünfte und anschließend Dritte der Asienmeisterschaft.
Die World Tour 2014 begannen Maschkowa/Zymbalowa mit zwei 25. Plätzen in Fuzhou und Shanghai. Dann wurden sie Neunte der Prag Open und Fünfte der Asienmeisterschaft. Im weiteren Verlauf der FIVB-Serie waren zwei 17. Plätze bei den Grand Slams in Berlin und Long Beach ihre besten Ergebnisse. Im November wurden sie noch Fünfte des Pattaya Challenger. Bei der World Tour 2015 wurden sie zunächst Neunte der Luzern Open, bevor sie bei den Prag Open, dem Grand Slam in Moskau sowie den Majors in Poreč und Stavanger schwächere Ergebnisse erzielten. Bei der WM in den Niederlanden kamen sie als Gruppendritte in die KO-Runde und schieden nach einem Sieg gegen das deutsche Duo Laboureur/Sude im Achtelfinale gegen die Kanadierinnen Bansley/Pavan aus, womit sie das Turnier auf dem neunten Rang beendeten. Auf der World Tour gab es danach erst einige zweistellige Resultate, bevor Maschkowa/Zymbalowa bei den Open-Turnieren in Sotschi, Xiamen und Antalya jeweils Neunte wurden. Die World Tour 2016 begann für sie mit hinteren Plätzen bei den Maceió Open und dem Grand Slam in Rio de Janeiro. Nach einem fünften Platz bei der Asienmeisterschaft spielten sie einige weitere asiatische Turniere. Dann kamen sie auf den 17. Platz der Sotschi Open, den 33. Platz beim Grand Slam in Moskau und den 25. Rang beim Hamburg Major.
2017 spielt Zymbalowa mit der erst 16-jährigen Tatjana Nikitina zusammen.